# Queensland Open 1988
Il Queensland Open 1988 è stato un torneo di tennis. È stata la 92ª edizione del torneo di Brisbane, che fa parte del Nabisco Grand Prix 1988 e del WTA Tour 1988. Il torneo si è giocato a Brisbane in Australia, quello maschile si è giocato dal 3 al 9 ottobre su campi in cemento indoor, quello femminile dal 28 dicembre 1987 al 3 gennaio 1988 su campi in erba.

## Campioni

### Singolare maschile
Tim Mayotte ha battuto in finale  Marty Davis con il punteggio di 6–4 6–4

### Doppio maschile
Eric Jelen /  Carl-Uwe Steeb hanno battuto in finale  Grant Connell /  Glenn Michibata con il punteggio di 6–4, 6–1

### Singolare
Pam Shriver ha battuto in finale  Jana Novotná con il punteggio di 7–6, 7–6

### Doppio
Betsy Nagelsen /  Pam Shriver hanno battuto in finale  Claudia Kohde Kilsch /  Helena Suková con il punteggio di 2–6, 7–5, 6–2